# イタプア県
イタプア県（イタプアけん、スペイン語: Departamento de Itapúa）は、パラグアイ南部の県。県都はエンカルナシオン。全国で最も多い30地区からなる。
県名は、グアラニー族の県都エンカルナシオンの呼び名に由来する。itá は岩もしくは石、Punta は先という意味で、「岩石の一角」となる。

## 地理
パラグアイ東部地方の南東に位置する。北でアルト・パラナ県およびカアサパ県と、南でパラナ川対岸のアルゼンチンのミシオネス州、コリエンテス州と、東で同じくアルゼンチンのミシオネス州と、西でパラグアイのミシオネス県と隣接する。
気候は湿潤な準熱帯性だが気温は低めで、平均気温は15度、40度に達することもあれば-3度にまで下がることもある。年間降水量は1700ミリ近くで、7月と8月を除いて一年中観測される。

## 歴史
ミシオネス県から分離した後、エンカルナシオン市を県都として設置された。それから30年間、移民の流入とカルロス・アントニオ・ロペス鉄道のおかげでおおむね高い経済成長を記録した。その後は衰退が続いたが、1950年代にエンカルナシオンのカーニバルが有名になると、各地から観光客が訪れるようになった。1980年代に入って工業化が加速したが、それでもセントラル県など、ほかの地方に比べて立ち遅れている。
1989年、ジャシレタダムの湛水がはじまった。1991年に開通したサン・ロケ・ゴンサレス・デ・サンタ・クルス橋は、単にエンカルナシオン市とポサーダスのみならず、パラグアイとアルゼンチンをつなぐ唯一の橋である。

## 人口統計
2002年の国勢調査によると、イタプア県の総人口は45万3692人で、セントラル県とアルト・パラナ県についで全国で三番目に人口の多い県となっている。これは、パラグアイの総人口の8.9%を占める。
イタプア地方にはイタリア人、ドイツ人、ロシア人、ウクライナ人、フランス人、日本人、ポーランド人、さらに最近ではシリア人、レバノン人など、出自を異にするさまざまな移民団が入植してきた。この文化的多様性から「メルティング・ポット」の異名をとり、パラグアイで最もコスモポリタンな県とされている。入植間もない彼らはアルト・パラナやサン・ラファエル丘陵（現在国立公園となっている）で木材など天然資源の開発を主に行ったが、現在は事業をおこして成功した者もいる。また、農業（大豆、アブラギリ、トウモロコシ）や畜産に従事する者もいる。

## 行政区画
イタプア県は下記の30地区に分けられる。
| 地区                           | 人口（2002年） | 地区                      | 人口（2002年） | 地区                              | 人口（2002年） |
| ------------------------------ | -------------- | ------------------------- | -------------- | --------------------------------- | -------------- |
| 1 アルト・ベラ                 | 13,799         | 11 フラム                 | 6,923          | 21 ヌエバ・アルボラーダ           | 9,193          |
| 2 ベリャ・ビスタ               | 9,193          | 12 ヘネラル・アルティガス | 11,042         | 22 オブリガード                   | 11,441         |
| 3 カンビレータ                 | 9,193          | 13 ヘネラル・デルガード   | 6,611          | 23 ピラポ                         | 6,754          |
| 4 カピタン・メサ               | 9,193          | 14 オエナウ               | 9,685          | 24 サン・コスメ・イ・ダミアン     | 7,322          |
| 5 カピタン・ミランダ           | 9,193          | 15 イタプア・ポティ       | 14,642         | 25 サン・フアン・デル・パラナ     | 7,091          |
| 6 カルロス・アントニオ・ロペス | 17,622         | 16 ヘスス                 | 5,560          | 26 サン・ペドロ・デル・パラナ     | 28,598         |
| 7 カルメン・デル・パラナ       | 9,193          | 17 ラパス                 | 3,076          | 27 サン・ラファエル・デル・パラナ | 20,434         |
| 8 コロネル・ボガード           | 17,065         | 18 レアンドロ・オビエド   | 4,353          | 28 トマス・ロメロ・ペレイラ       | 27,239         |
| 9 エデリラ                     | 22,287         | 19 マジョール・オターニョ | 12,157         | 29 トリニダード                   | 6,873          |
| 10 エンカルナシオン            | 93,497         | 20 ナタリオ               | 19,456         | 30 ジャティタイ                   | 11,415         |